# ウエスタンのすべて (下)
『ウエスタンのすべて (下)』(The Best of Country and Western, Vol.2)は、カントリー・ミュージックのオムニバス・アルバム。1964年8月に日本ビクターからリリースされた。原田実とワゴン・エース、寺本圭一とカントリー・ジェントルメン、スモーキー・レインジャースが参加している。上巻は「ウエスタンのすべて (上)」。

## 収録曲
Side 1
1. テネシー・ワルツ
2. カウ・ライジャ
3. ジャン・バラヤ
4. ホンキー・トンク・マン
5. トム・ドゥーリー
6. ユー・オール・カム
7. カントリー・チャーチ

Side 2
1. 北風
2. 愛さずにはいられない
3. 新聞売子のジミー少年
4. ケンタッキーの青い月
5. 谷間の灯ともし頃
6. ホーム・スイート・ホーム
7. ユー・アー・マイ・サンシャイン

## パーソネル
- 原田実とワゴン・エース *1-1, 1-5, 1-7, 2-2, 2-3, 2-7
- 寺本圭一とカントリー・ジェントルメン *1-2, 1-3, 1-4, 1-6, 2-1
- 対中俊彦とスモーキー・レインジャース *2-4, 2-5, 2-6